# Kalamb
Kalamb è una città dell'India di 23.016 abitanti, situata nel distretto di Osmanabad, nello stato federato del Maharashtra. In base al numero di abitanti la città rientra nella classe III (da 20.000 a 49.999 persone).

## Geografia fisica
La città è situata a 18° 35' 59 N e 76° 01' 31 E.

## Società

### Evoluzione demografica
Al censimento del 2001 la popolazione di Kalamb assommava a 23.016 persone, delle quali 12.045 maschi e 10.971 femmine. I bambini di età inferiore o uguale ai sei anni assommavano a 3.400, dei quali 1.804 maschi e 1.596 femmine. Infine, coloro che erano in grado di saper almeno leggere e scrivere erano 16.248, dei quali 9.403 maschi e 6.845 femmine.